# Dandu Dasakodigehalli, Dod Ballapur
Dandu Dasakodigehalli là một làng thuộc tehsil Dod Ballapur, huyện Bangalore Rural, bang Karnataka, Ấn Độ.